# スピリチュアリティ
スピリチュアリティは、英語：Spiritualityの片仮名表記で、訳語には「霊性」 や「精神性」などがある。ただし、キリスト教などの組織的な伝統宗教からは離れて個々人が霊性に目覚める ような新しい文化運動・宗教現象などについて1990年代以降はカタカナ表記される方が優勢であるが、「霊性」と「スピリチュアリティ」という訳語を同じものとして扱うこともある。
霊性や精神世界やスピリチュアリズム（心霊主義）に関わる意味ではスピリチュアル（霊的）ともよばれる。
近年は宗教学以外でも心理学や、ターミナルケア（終末医療）などの医療ケアにおいて、人の幸せや生活の質（クオリティ・オブ・ライフ）と関連して重要な概念とみなされている。また、ニューエイジ霊術系の新宗教、癒やしやセラピー、コンサートやワールドカップ応援など強い神秘性や超越的な権威が認められる現象、アニメ、映画、ゲーム、教育などでもスピリチュアリティという言葉が用いられる。スピリチュアリティの意味や、用語として使用する際の理論的および実践的文脈は、分野やテーマによっても相当に異なる。

## 概要
「スピリチュアリティ」は日本人にはなじみのない概念であり、日本語で明確に説明できないこともあり、日本では一般における認知度はあまり高くない。スピリチュアリティを使うのは医師、心理学者、宗教家などの専門家で、一般的にはほとんど使っていないという分析もある。
宗教学者・生命倫理学者の安藤泰至によれば、「スピリチュアリティ」という語を用いる人々は大きく三つに分けることができる。
1. 医療・福祉・教育・心理療法など広義のヒューマンケアに関わる人々で、スピリチュアリティの実践的重要性を重視する人々
2. 従来の宗教概念では捉えきれない現代社会の現象をスピリチュアリティという理論的分析概念で読み解く宗教学者
3. 従来の宗教に替わるような新しい自己＝霊性探究の運動における一種のスローガンとして用いるニューエイジや新霊性運動の主唱者

安藤によると、これら三つのグループが用いる「スピリチュアリティ」概念はそれぞれかなり異なるが、相互に影響を及ぼしてもいる。とりわけ第一の専門家グループでは、実践的な関心が主となるために、スピリチュアリティの多義性や、自分たちと異なる理解にはほとんど関心を示さなかったり、役に立たない思弁として敬遠する傾向が強いと主張している。
安藤は、スピリチュアリティに対してそれぞれが関心に従って機能的な定義を与え、あいまいな部分を切り落とそうと試みるが、各分野における用法は独立したものではなく、相互に影響を与え合っており、それ故に曖昧さが残り続けると述べている。最も根本的なものとして、宗教との関係のあいまいさが挙げられる。両者の関係として、安藤泰至は次の4つをあげている。
1. 「スピリチュアリティ」を「宗教」を含んだ広い概念としてとらえる。
2. 重なる部分はあるが、とりあえず区別できるとする。
3. 「宗教」のひとつの本質的な要素として「スピリチュアリティ」をとらえる。
4. ふたつは別のものとする。

安藤によるとある特定の立場からのスピリチュアリティの理解やその概念には、1～4の見方が複数混在している場合がある。「宗教」をある箇所では「人間の宗教性」とし、別の個所では制度的・文化的な意味での「宗教」と捉えるなど、異なった次元において「スピリチュアリティ」と対比されるためである。安藤は、医療においては2の捉え方が多いが、その重なりをどの程度とするかは、日本とキリスト教圏（特に英語圏）では大きな差があり、キリスト教圏においては重なりは大きいと述べている。
安藤は、日本では伝統宗教の影響が小さいため、「スピリチュアリティ」と「宗教」との重なりを小さいものとし、意識的に宗教と距離を置いた形で専門職によってスピリチュアリティ概念を提唱されていると主張している。この場合、「生（や死）の意味の目的の追求」といった側面が強調され、「超越的次元の存在、自覚」のような宗教に近い側面は面に出さない傾向が強い。安藤によると日本におけるオウム真理教事件以降の宗教に対するイメージの低下が影響している。

## 宗教とスピリチュアリティ
スピリチュアリティは、個人の内面における奥深く、しばしば宗教的な感情および信念と関連があるという認識が広く持たれている。近年の欧米では、Spiritual but not religious（SBNR、宗教を信じないが、霊性は信じている）という人々も増加している。必ずしも特定の宗教に根ざすものではないが、宗教とスピリチュアリティが深い関係で結ばれていることは否定できない。

### 宗教用語としての変遷：霊性とSpirituality

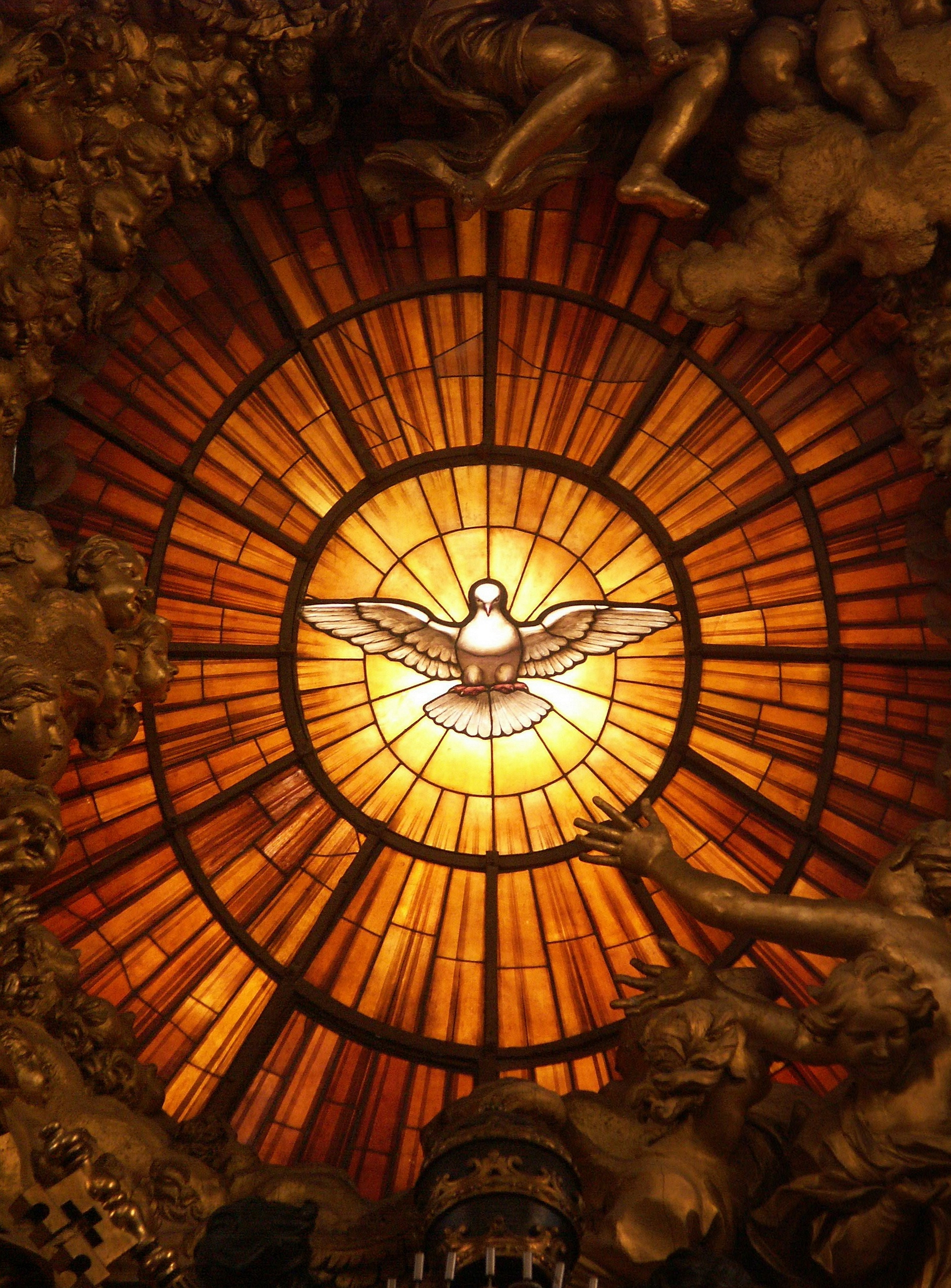
鳩として降った聖霊 を描写したサン・ピエトロ大聖堂のステンドグラス

以下、日本における漢語・訳語としての霊性の用例とスピリチュアリティの表記の変遷、および英語圏でのSpiritualityの用語の変遷について概説する。
スピリチュアリティ(英語：spirituality)の語源は、呼吸や息、いのち、意識、霊感、風、香り、霊や魂を意味するラテン語のスピリトゥス（spiritus）に由来する。。現代英語のspiritは、精神、心、霊魂、聖霊、生気・活気などと訳される、肉体との二元論的な意味合いを持つ。これに対して日本語の 「霊」は自然界を含めてあらゆる「霊」が含まれるアニミズム的なものであり、一神教における二元論的なスピリトゥスとは異なる。
漢語としての「霊性」は、非常にすぐれた性質や超人的な力能をもつ不思議な性質、天賦の聡明さなどを意味する。日本でも平安時代末期から神道家卜部兼友や禅僧道元以来の用例がある。

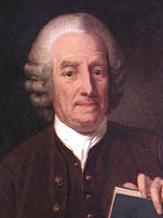
エマヌエル・スヴェーデンボリ

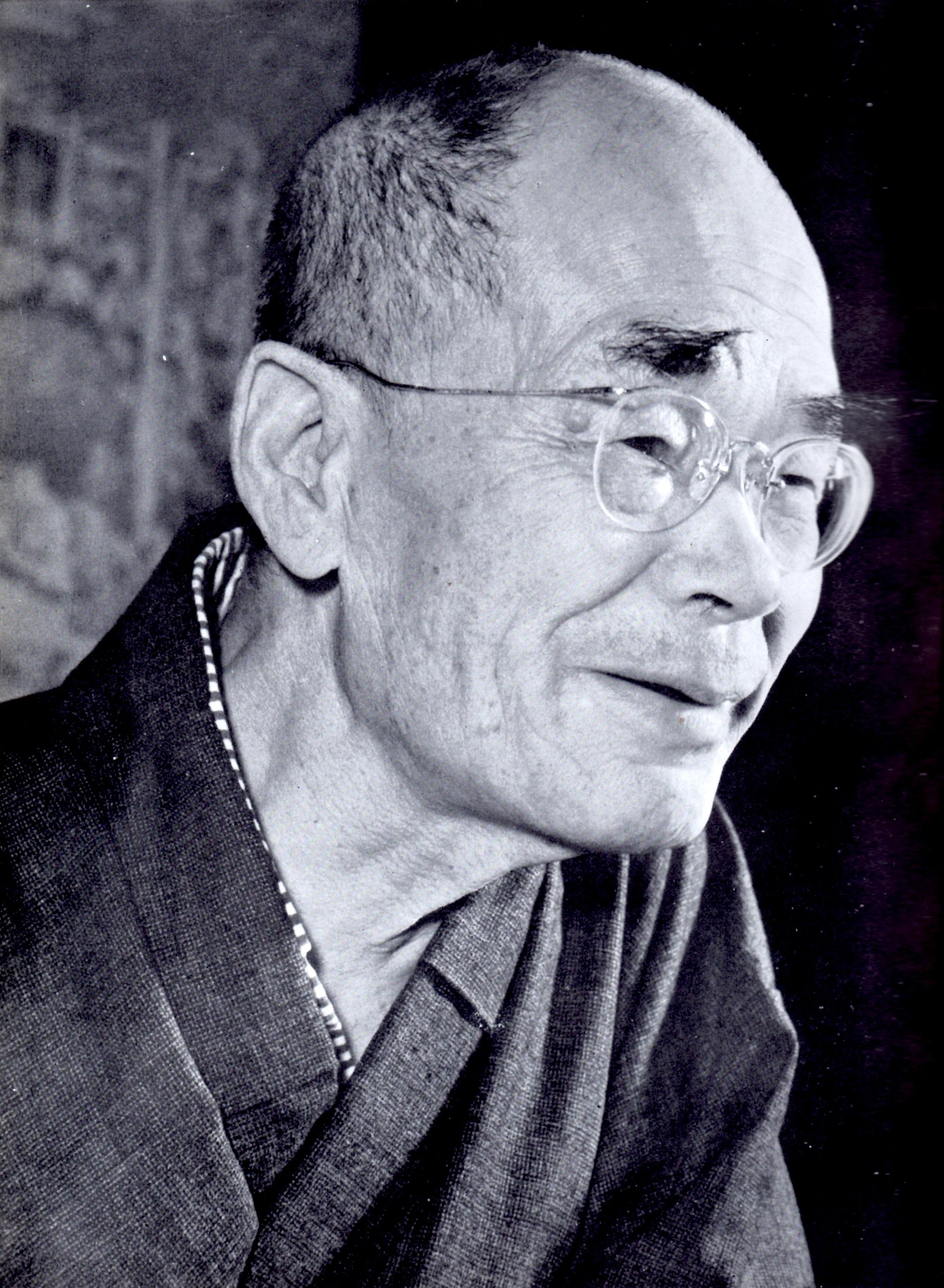
鈴木大拙

1880年（明治13年）に完訳したスコットランド聖書協会による「新約全書（明治元訳聖書）」で英語 the spirit of holiness が「聖善の霊性」として翻訳された。1914年（大正3年）には鈴木大拙がスヴェーデンボリの翻訳において spirituality の訳語として「霊性」の語を用いた。
鈴木大拙は1944年の著書『日本的霊性』で、日本的霊性としては鎌倉時代に勃興した禅と浄土系思想（ことに真宗信仰）を、最も純粋な形のものとして挙げている。神道は日本民族の原始的習俗の固定したもので、日本的なるものは余りあるほどあるが、霊性の光はまだそこから出ていないとしている。鈴木は、霊性は民族がある程度の文化段階に進まないと覚醒されないとし、宗教意識は霊性の経験であり、霊性に目覚めることによって初めて宗教がわかると述べている。鈴木は精神と霊性を区別しており、精神には倫理性があるが、霊性はそれを超越しており、精神は分別意識を基礎としているが、霊性は無分別智であるという。精神が物質と対立して、その桎梏に悩むとき、自らの霊性に触れる時節があると、精神と物質の対立相克の悶えは自然に融消し去るとし、これが本当の意味での宗教であると述べている。鈴木大拙は、霊性の問題はある点では議論を許さぬところがあるので、いわゆる水掛け論に終わることがあるが、『碧巌録』の言葉「相い罵ることは你（なんじ）に饒（ゆる）すに觜（くちばし）を接（つ）げ、相い唾（つばき）することは你に饒す水を撥（そそ）げ」で、これより外に仕方あるまいと述べている。鎌田東二は鈴木大拙の日本的霊性論は「大変偏っている議論だ」とし、神道、道元、日蓮、南方熊楠、宮沢賢治について論じている。

### 現代西洋文化起源

#### ニューエイジ運動と精神世界

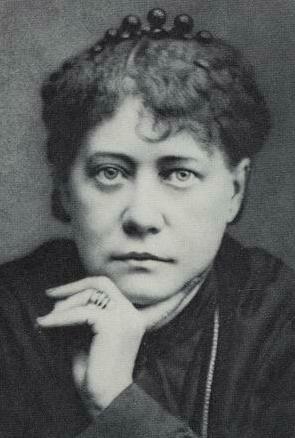
近代神智学の開祖ブラヴァツキー

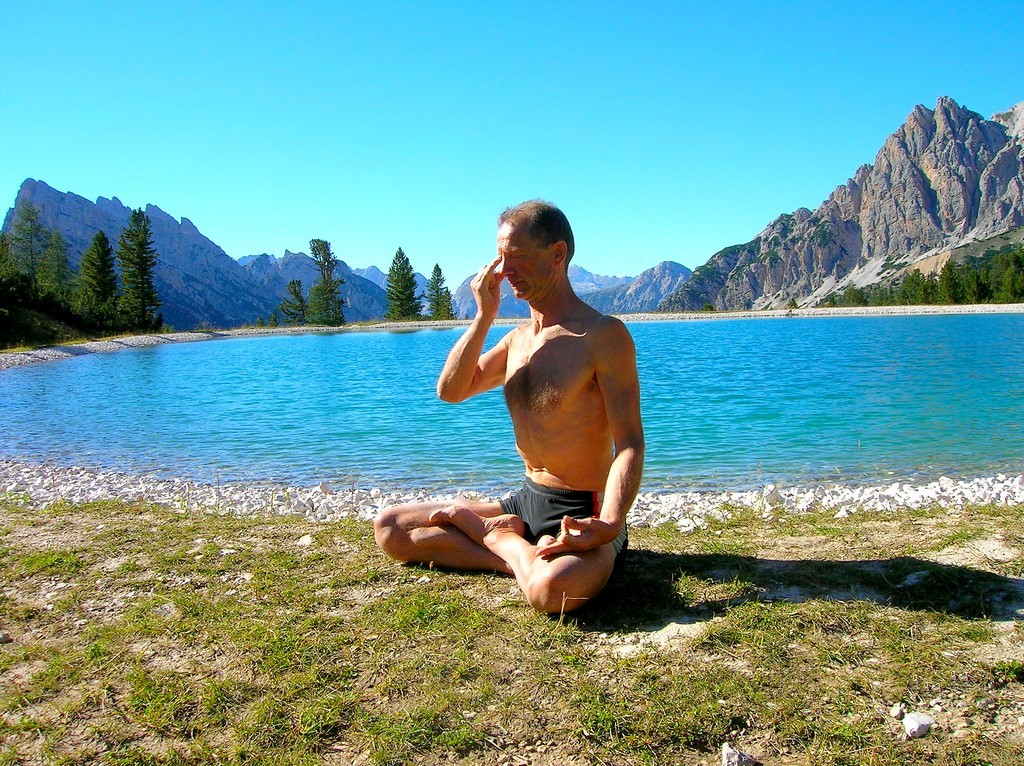
ヨーガ

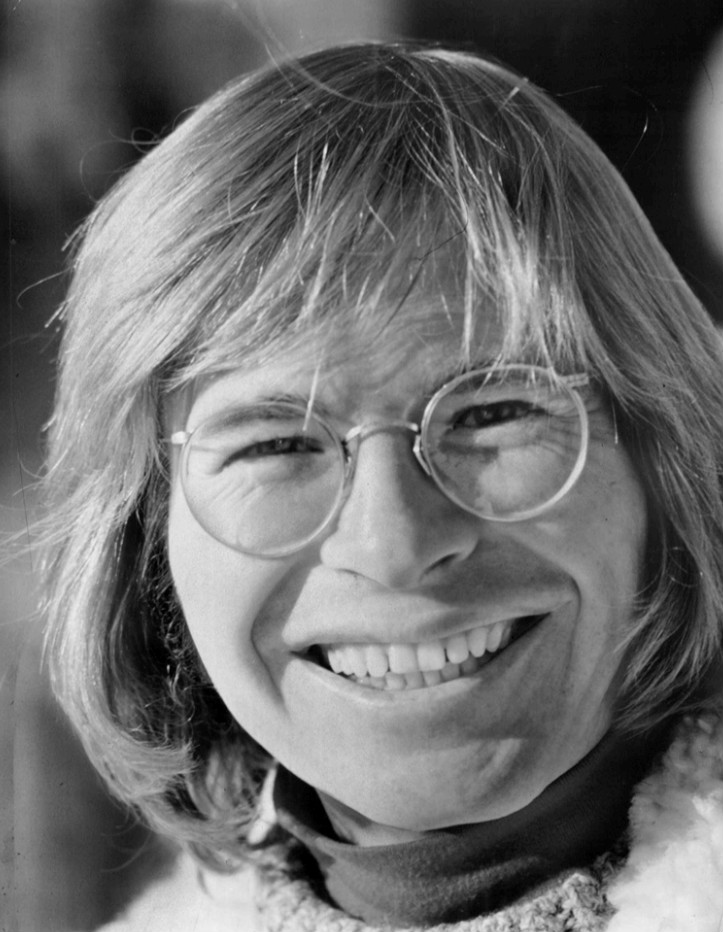
ニューエイジの旗手ジョン・デンバー

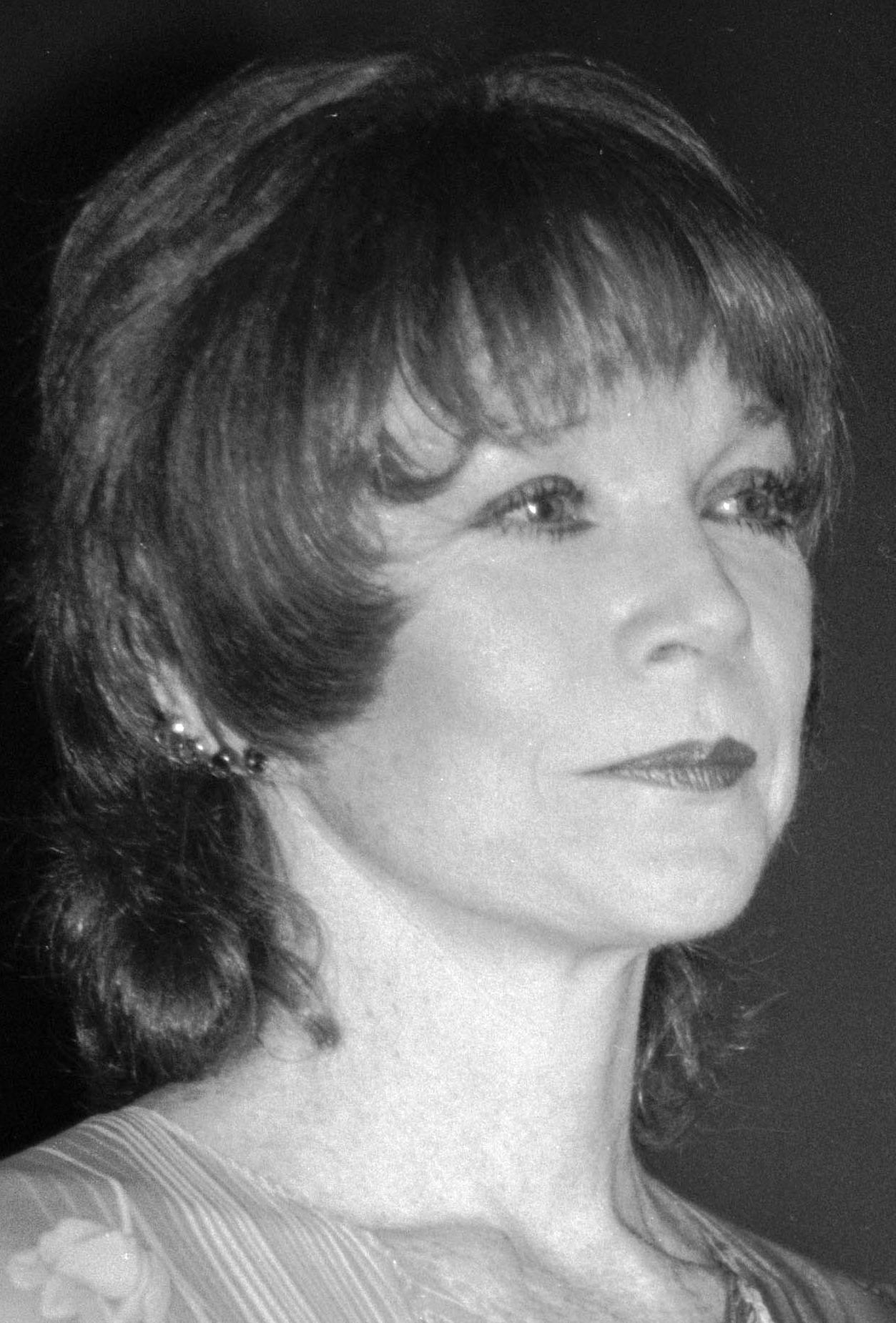
ニューエイジの旗手シャーリー・マクレーン

元々spiritualityは、religiousness（信心深さによる敬虔な行為）などと同じ意味で使われていた。霊性、霊的といった、宗教性と重なり合いつつも異なる意味での使用は、ヘレナ・P・ブラヴァツキーらの神智学協会を源流として、1960年代に米国で始まった対抗文化の流れを汲むニューエイジ運動に起源があるとされる。
大阪大学教授川村邦光は、1960年代終わり頃から若者を中心にスピリチュアリティへの覚醒が大きな潮流となり、瞑想、密教、ヨガ、神秘主義、アメリカ経由の東洋宗教、超能力の開発、占星術や血液型占いなどの占い、心霊写真、超常現象などのオカルティズム、精神世界、1910年代からの霊学（霊術）ブームを継承したスピリチュアリズムなどが流行し、こうしたスピリチュアリズムについて「霊性、心霊世界、異次元の世界を志向する超近代スピリチュアリズム」とも述べている。ポール・ヒーラス は、ニューエイジに典型的に見られる文化的諸実践は、社会や文化に抑圧された本来の自己の聖性を取り戻す探求行為と捉え、「自己のスピリチュアリティ（self spirituality）」と名づけた。バーモント大学教授のエイドリアン・イバクヒブ（Adrian Ivakhiv)はニューエイジ・スピリチュアリティとも呼び、この運動の支持者には、ネオペイガニズムや神智学の信奉者、地球外生物(ET)との交信者、オカルティスト、自由主義キリスト教などが入り交じっており、オルタナティブ・スピリチュアリティ(代替霊性)のハイブリッド化や交雑育種がみられるとしている。この他、LSDなどの幻覚剤の使用を中心としたサイケデリック・スピリチュアリティという見方もある。
また、新しいスピリチュアリティが興隆していった1970年代には、医療過誤や医薬品問題が注目され、近代医療の限界を批判する声が民間で高まり、近代医療で迷信として否定されてきたユナニ医学やアーユルヴェーダや中国医学などの伝統医療法や代替医療、鍼灸・ヨーガ・指圧などの東洋的身体技法などが脚光を浴びていった。1970年代に米国で1980年代には日本でも、体・心・気・霊性の有機的統合や、自然治癒力による癒やしを重視したホリスティック（全的）な健康観を提唱するホリスティック医学の協会が設立された。

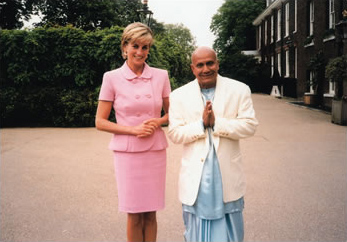
ダイアナ妃とインドの霊能者でオーロビンド・ゴーシュの弟子のシュリ・チンモイ。占星術師や霊能者と交流したダイアナ妃は死後、スピリチュアルな崇拝の対象ともなった。

内面探求への欲求の広がりを受け、欧米ではおおむね1980年代以降に意識的・意図的にスピリチュアリティの用語は用いられるようになった。外来語として入ってきた日本では1990年代に「精神世界」への関心がブームとなり、スピリチュアリティという言葉も使われるようになった。精神世界とは、1970年代以降ブームとなったアメリカの対抗文化「ニューエイジ」における思想の多くの部分を含む日本のジャンルである。1980年の『別冊宝島16 精神世界マップ』ではエニアグラムの九分類に基づき、「精神療法」「悟りの心理学」「魂とからだの訓練療法」「幻視宇宙学」「環境のデザイン学」「神秘学ーアメリカ・ヨーロッパ編」「ニューエイジ・アカデミズム」「 伝統をつぐ賢者たち」「神秘学一アジア編」と章立てがなされ、現代日本のスピリチュアリテイにおいてもそのまま通用する内容であった。マンガやアニメでは北斗の拳、AKIRA、風の谷のナウシカなども若者のスピリチュアリティの覚醒に影響した。
こうして台頭してきた新しい宗教現象は、既存の組織的な宗教とは異なって非組織的であり、1990年代以降に既存の宗教と対置させる意味で、「スピリチュアリティ」という語を用いて研究する試みが多くなった。

#### 新しいスピリチュアリティ（新霊性運動)

UFO(未確認飛行物体)といわれる写真

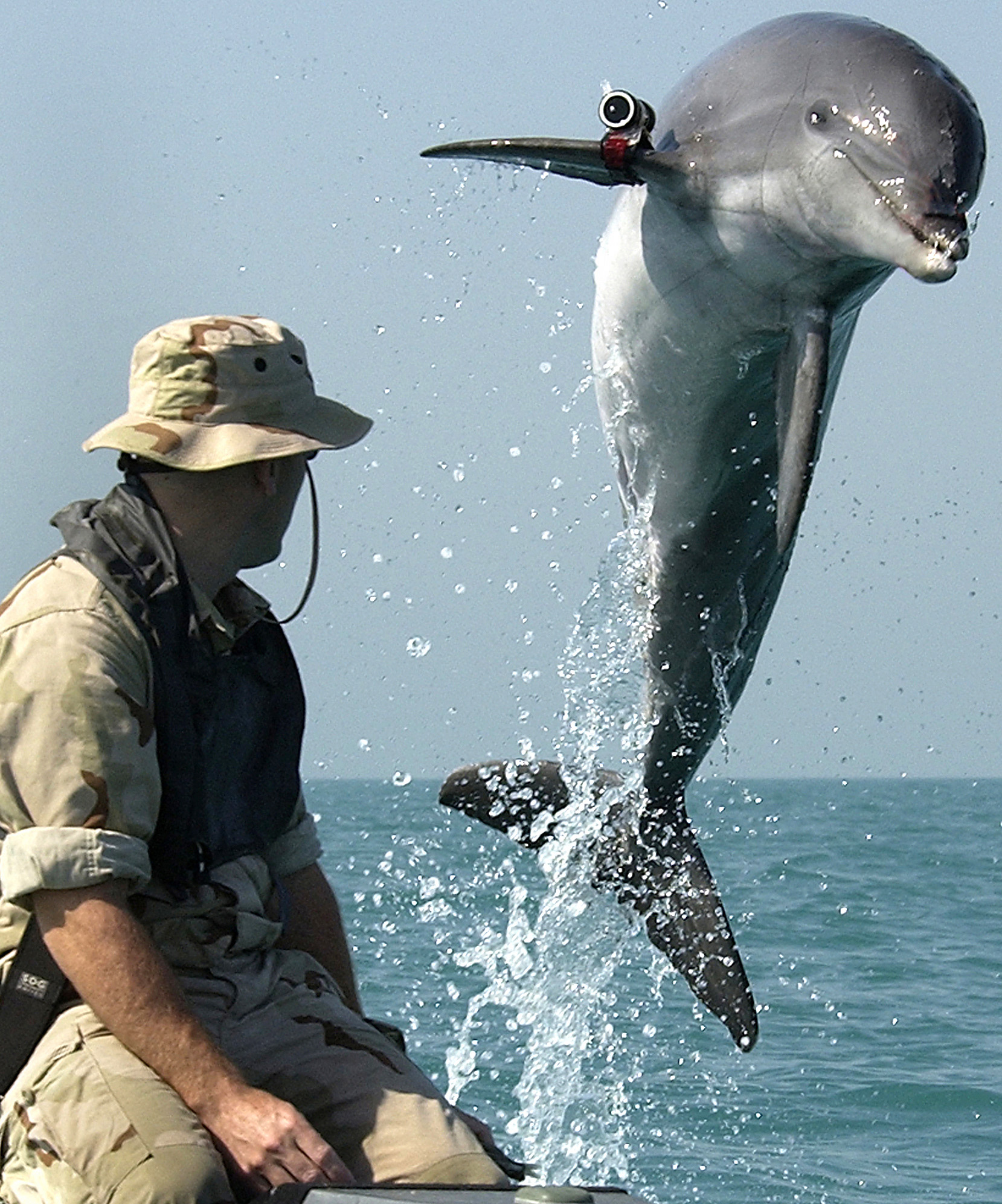
イルカ

イギリスの宗教社会学者ジェームズ・アーサー・ベックフォード（James A. Beckford）は、宗教組織にとどまらず医療や教育などの分野にも浸透し発展しているこの「ホリスティックな世界観を持つ文化現象」を「新しいスピリチュアリティ」として考察した。ランカスター大学宗教学教授C.パートリッジは、西洋で伸張した新たなスピリチュアリティの多くは、オカルトやニューエイジ、またUFO、イルカ、東洋の伝統への指向を示すと説明している。またポストモダン・スピリチュアリティは、ニューエイジだけでなくクラブカルチャー、音楽、映画にも等しく見出すことが可能とする。
日本の宗教学でも、1970年代後半から90年代前半になされた新宗教研究、90年代の半ばになされた精神世界・ニューエイジの研究に続き、現代宗教研究の第三波として「スピリチュアリティ」が位置しており、東京大学名誉教授島薗進などがその分析にあたっている。島薗進は、従来の伝統的なキリスト教における霊性と、現在興隆しているスピリチュアリティはかなり形を変えており、欧米でニューエイジ、エソテリスム、日本で精神世界などと呼ばれることが多かったこの「新しいスピリチュアリティ」は「新霊性運動」 または「ニューエイジ系宗教」 と呼称できるといっている。また島薗進は、日本でスピリチュアリティという語が盛んに用いられるようになったのは1990年代以降、アメリカでは1980年代以降で、それ以前も霊性追求はあったが、内からの自己解放という潮流の急速は普及が目に見える運動となって若者を中心に深い影響を及ぼすようになったのはこの頃であるとしている。この潮流には、ニューサイエンス、癒やし、ホスピス、緩和ケア、またビジネスとしても、ヨーガ、気功、気づきのセミナー、意識変容セラピー、エコロジー、アルコール中毒患者のアルコホリクス・アノニマスのようなセルフヘルプ(メンタルヘルスにおける自助グループ)運動などが含まれるとしている。
島薗進らによれば、新しいスピリチュアリティストは既存宗教に対して悪印象を持っており、その理由として、集団への帰属と集団内の権威に服するよう要求したり、自己の宗教のみが正しく他の宗教は無価値とする独善的で排他的な姿勢や、信仰しない者は罰せられることなどを好ましくない性格とみなしているとしている。

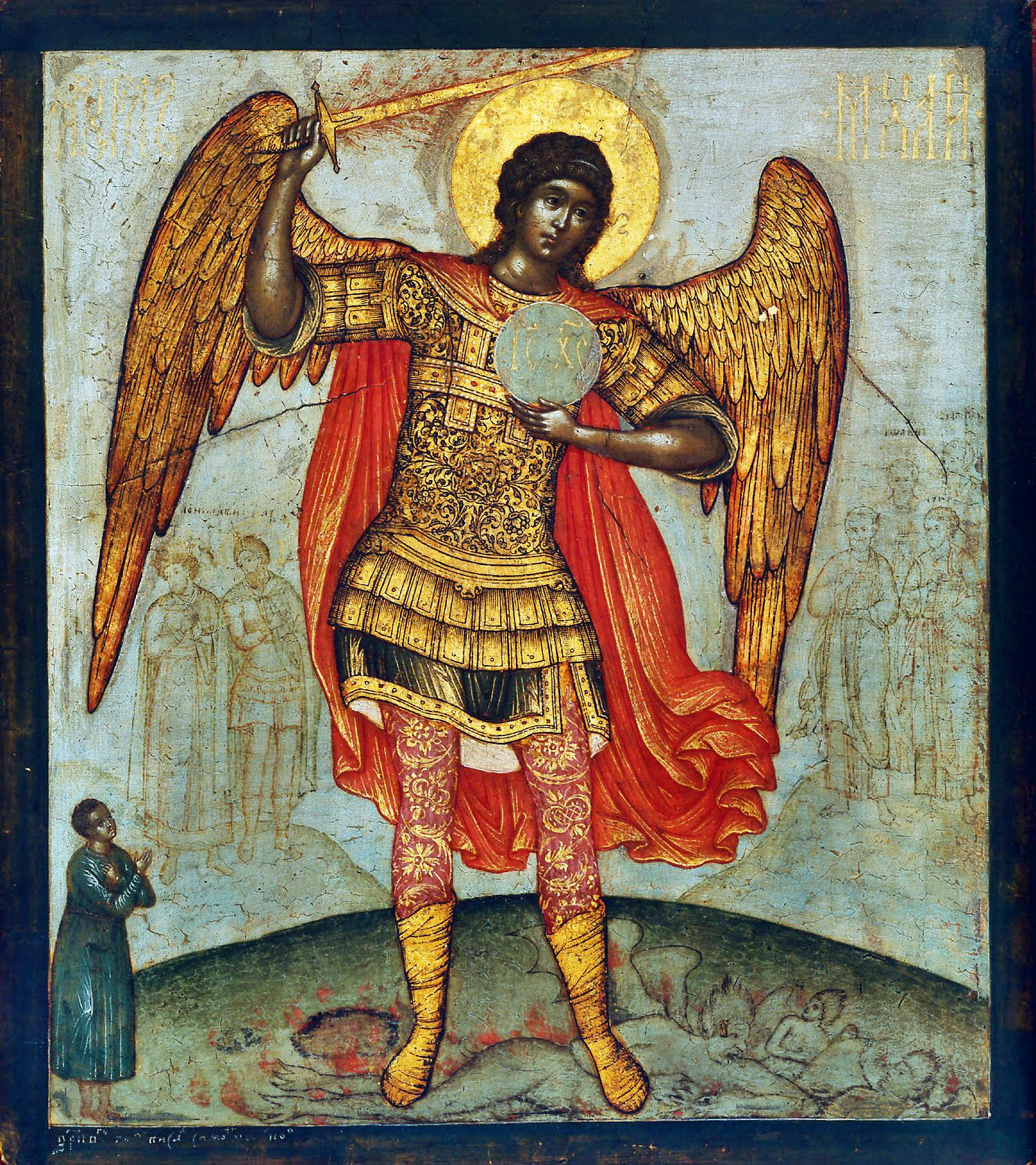
大天使ミカエルのイコン。

上山弓子の説明によれば、新しいスピリチュアリティストはキリストやブッダばかりか、マリア、マイトレーヤ、ソロモン王、大天使ミカエルなどあらゆる最高存在が「指導霊」や「守護霊」になりうると考えられ、いずれの至高存在もけっして絶対的ではなく、聖なるパワーの発信者とみなされて、心より帰依すべき義務は生じない。また上山は、既存の宗教に代替する存在としてのスピリチュアリティ全般にみられる特徴として、
1. 現実的な「今このとき」を主眼に置き、今生での気づきを重視する。
2. 目的は「救い」ではなく、 癒しや幸福である。
3. 重要なのは気づき(アウェアネス)という「知」であり、信仰に至る必要はない。

の三つを挙げている。
教育においても、1995年の阪神・淡路大震災、オウム真理教による地下鉄サリン事件を背景にして日本の文教行政においてもスピリチユアルな側面が強調されるようになり、「生きる力」の涵養が主張されるようになった。2002年の中央教育審議会中間報告案では「科学・物質万能の風潮の中で、日に見えないものを大切にするという観点から、あらゆる宗教に共通する普遍的な宗教心を教える必要がある」と書かれた。しかし、各界からの反発を受けて、「国公立学校における特定の宗教のための宗教教育や宗教活動の禁止が適当」とした上で宗教情操は道徳教育の中で取り組みが進められていると結論づけた。この2002年度には「ゆとり教育」が本格始動し、文科省より「心のノート」が全国の小中学校に配布された。

#### 人間性回復運動（ヒューマン・ポテンシャル・ムーブメント）
1960年代心理学や宗教組織の主流への抵抗運動に始まり、近代社会における非常に重要で影響力のある勢力となった価値体系である。1940～50年代に、精神分析学や行動主義の限界を超えるものとして作られたアブラハム・マズローの人間性心理学から発展した。ほとんどの自助団体は人間性回復運動から派生しており、多くのニューエイジや代替スピリチュアリティが生まれ、宗教的・非宗教的な様々な運動に影響を与えた。

#### セレブリティへのスピリチュアルな崇拝

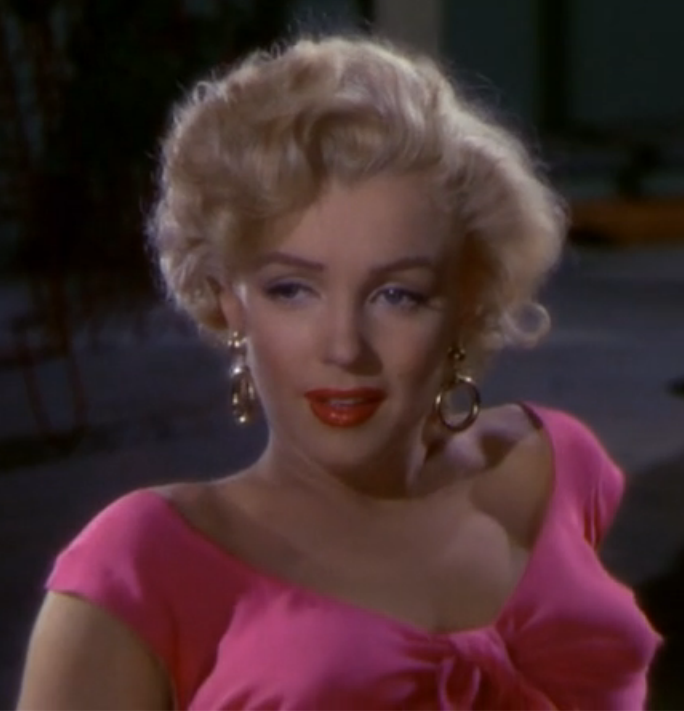
マリリン・モンロー

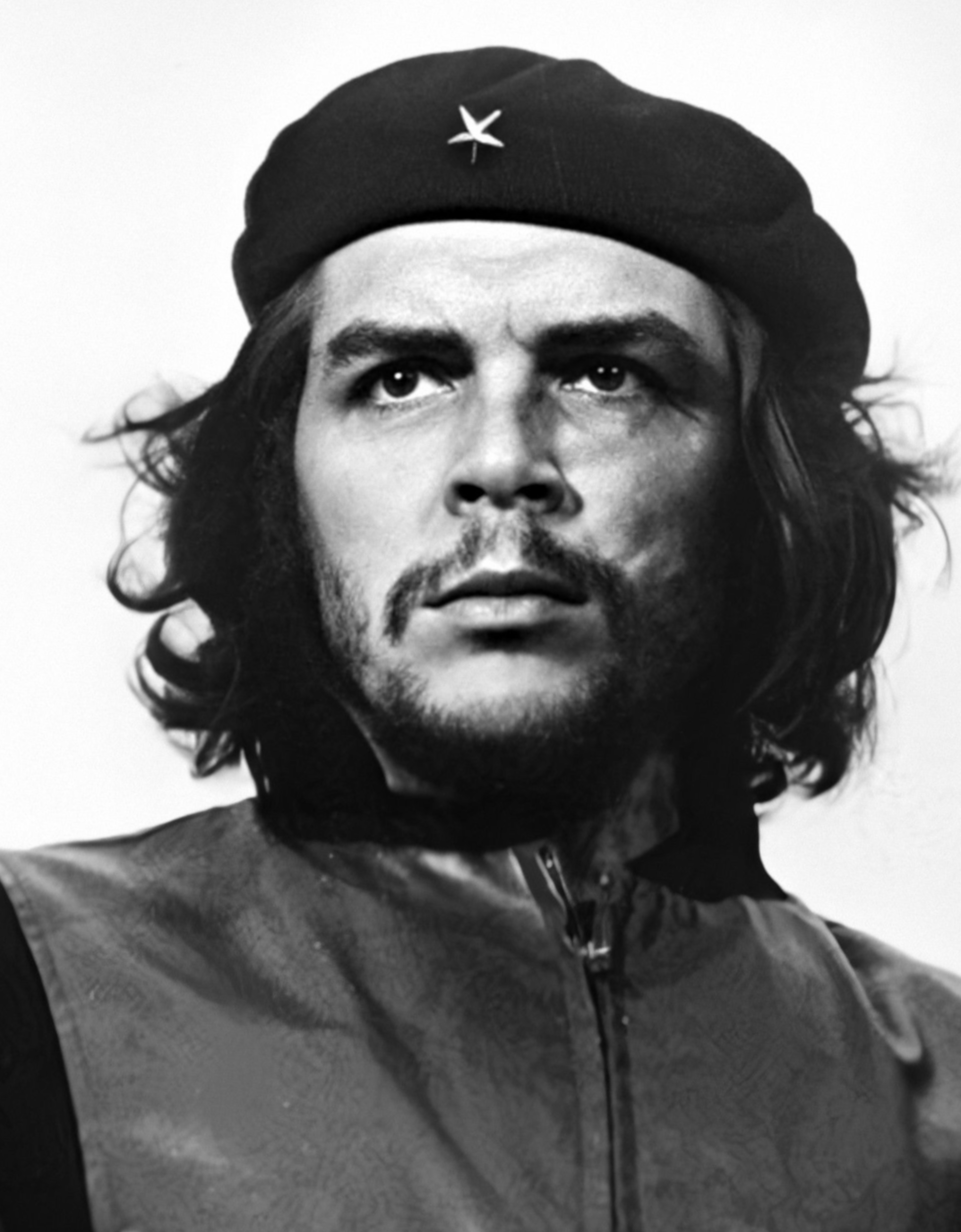
スピリチュアルな崇敬の対象としてのキューバの革命家チェ・ゲバラ

セレブリティ（有名人）へのスピリチュアルな崇拝(Celebrity - centric Spirituality)も関連現象としてある。近代におけるセレブへのスピリチュアルな崇拝は19世紀のヴィクトリア女王夫のアルバート公に始まる。ダイアナ妃は生前占星術師や霊能者と交流するなどスピリチュアリティに興味を持っていたが、死後は『ダイアナ―愛のスピリチュアルガイダンス・14章 天界のダイアナ妃より』などの本でスピリチュアルな崇拝の対象とされた。
20世紀ではマリリン・モンロー、ケネディ大統領、ジョン・レノン、チェ・ゲバラ、エルヴィス・プレスリーなどへのスピリチュアルな崇拝が例としてある。日本では、芸能人のタモリが安産祈願で人気を集めている。
人気歌手のコンサート、ワールドカップなどのスポーツ応援においても、人々の意識や行動の様式、集団の性格などに強い神秘性や超越的な権威が認められる現象があり、「宗教」とはよばれないが、何らかの超越的ない見や力との交流があり、こうした擬似宗教的現象を指すキーワードとしてスピリチュアリティという言葉が用いられることもある。

#### パワースポット巡礼

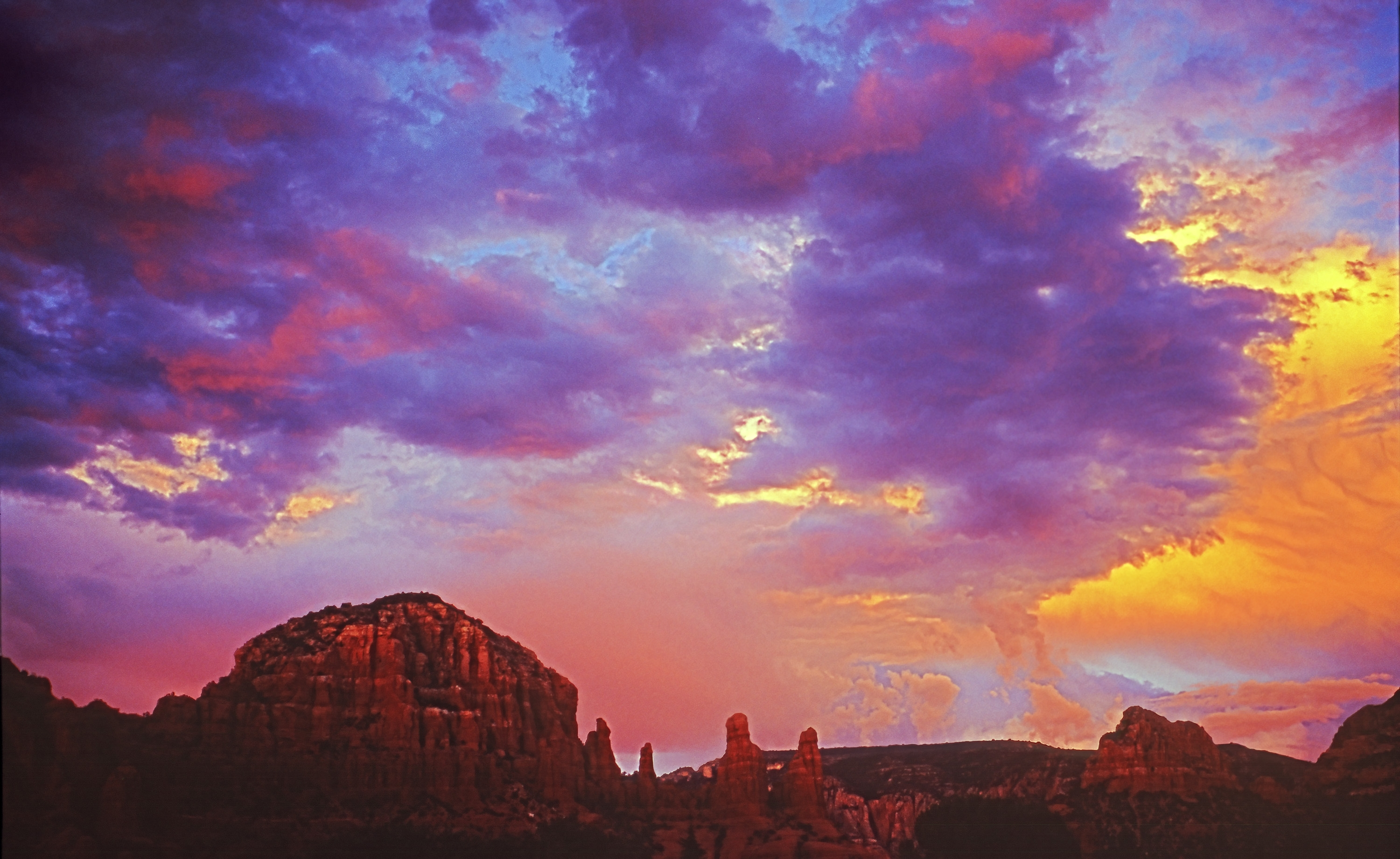
パワースポットとして有名なセドナ(米国アリゾナ州)。セドナはスピリチュアルな観光地として州観光局が紹介し、日本からも「世界No.1パワースポット」として紹介されてツアーが組まれている。

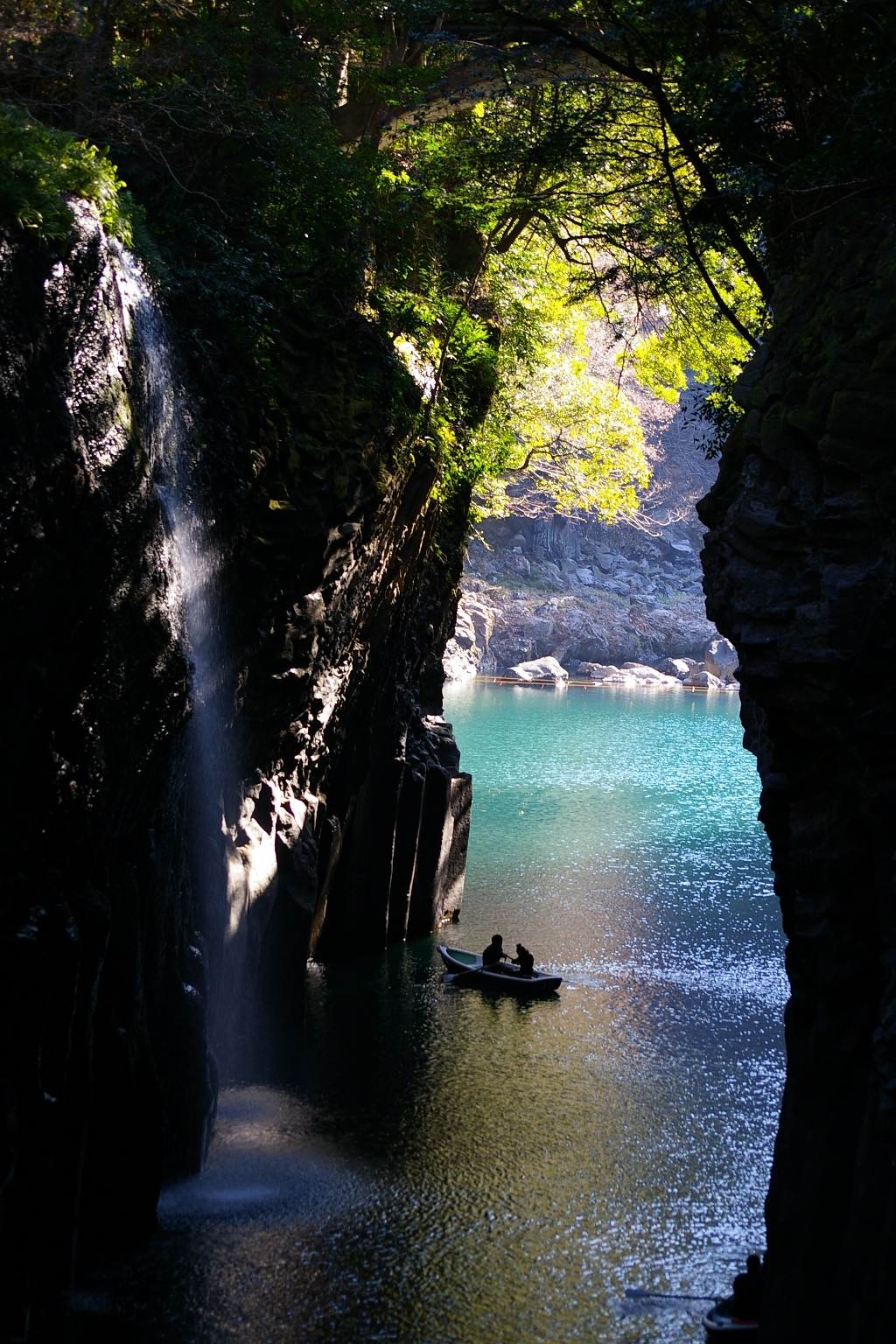
近年日本でパワースポットとされる高千穂

1960年代よりニューメキシコ州のサンタフェやタオス、アリゾナ州のセドナ、イギリスのグラストンベリーなどはニューエイジの中心地として成長し、こうしたパワープレイス（パワースポット)を巡礼する文化現象が広まっていった。また、ヘルマン・ヘッセやアラン・ワッツ やカルロス・カスタネダの著書が評判を得るなか、1960年代後半から西欧の工業都市よりもスピリチュアルで聖なる場所と見なされたインド、バリ、中南米(ラテンアメリカ)などへヒッピーが旅行するようになった。

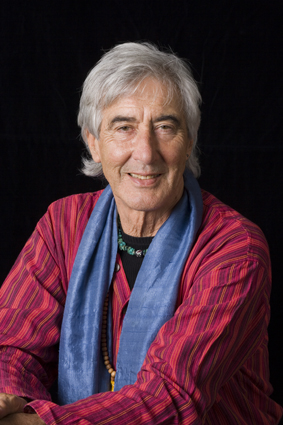
マヤ暦研究のホゼ・アグエイアス

1987年8月には太陽系の惑星直列に際してマヤ文明カレンダーに基づく瞑想イベント大会のハーモニック・コンバージェンス(Harmonic Convergence、調和集会)が開催され、ニューエイジの旗手で女優のシャーリー・マクレーンや歌手のジョン・デンバー、LSD研究で元ハーバード大学心理学教授ティモシー・リアリーらが参加し、ホゼ・アグエイアスは平和とハーモニーの新しい時代（ニューエイジ）に移るために14万4千人の瞑想と祈りを訴え、米国のパワースポットをはじめ世界各地でセドナ、シャスタ山、チャコ・キャニオン、ブラックヒルズ、ニューヨーク市のセントラル・パーク、グラストンベリーやストーンヘンジ、マチュ・ピチュ、エジプトのピラミッド、ギリシアのオリンポス山などに瞑想する人達が集結した。これはニューエイジにおける千年王国主義傾向の発端となった。
1991年、写真家コートニー・ミルン(Courtney Milne)の写真集『The Sacred Earth』ではグラストンベリー、オーストラリアのエアーズロック(ウルル)、ハワイのハレアカラ、ボリビアの太陽の島、メキシコのパレンケ、エジプトのギザのピラミッド、エルサレムのオリーブ山、ニュージーランドのトンガリロ山、カリフォルニア州のシャスタ山、チベットのカイラス山、日本の富士山、南アフリカのテーブル山、バリのアグン山やバトゥール山など四つの聖山が撮影され、これらのパワースポットは1990年代に多くの本やウェブサイトでも紹介されるようになった。ニューエイジの地球巡礼者（ニューエイジ・アース・ピルグリム）にとって地球は神聖な存在者であり、パワースポットはガイアの神現祭(Theophany)として巡礼者にパワーとスピリチュアルな神秘をもたらすとされる。
A・イバクヒブは、こうしたガイアとパワースポット、アースエネルギー（地球の力）によるヒーリング（癒やし）、擬人化された聖地の精霊が重要視される自然崇拝的な宗教現象を「ニューエイジ自然宗教 (New Age nature religion)」と呼んだ。
アース・ピルグリム運動やニューエイジの観光客が増えていくことによって、ヒーリング・センター、スピリチュアルな隠れ家やコミュニティ、ニューエイジ内での交易のネットワークなど、国際的なニューエイジのインフラが興隆していくことになった。

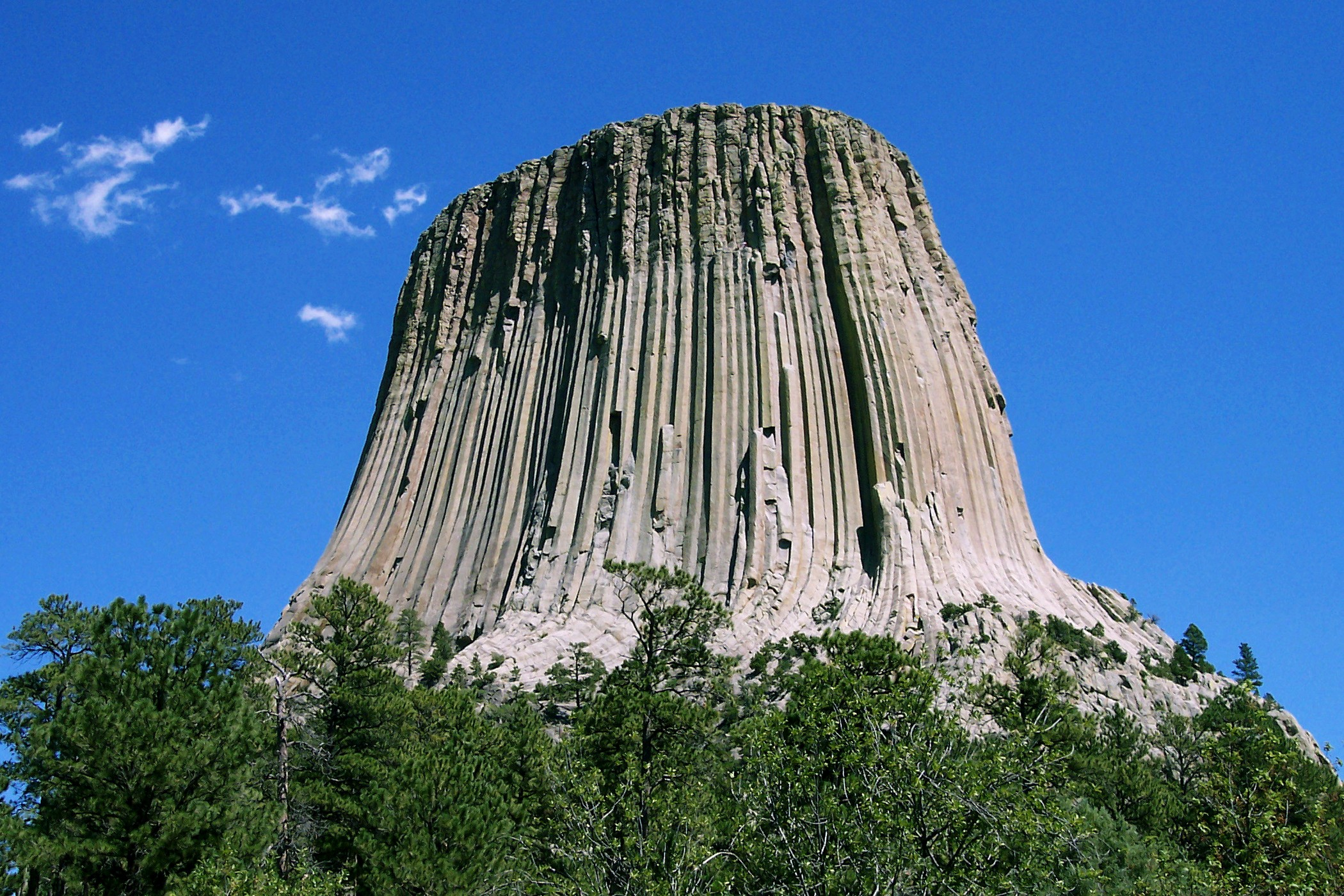
デビルスタワー。映画未知との遭遇で宇宙船が降りた場所。

特にアリゾナ州のセドナに集結したニューエイジでメタフィジカルな（形而上学的）コミュニティは1950年代からどんどん増加したが、1970年代後半に霊能者のディック・サトフェン(Dick Sutphen)やページ・ブライアン（Page Bryant）らによってセドナはパワースポットまたはボルテックスであると鑑定されてからはドラマティックに増加し、1987年の大イベントであるハーモニック・コンバージェンス集会を結果として生じた。このニューエイジ・コミュニティには、様々な霊能者、スピリチュアル・カウンセラー、セラピスト、代替医療プラクティショナー、ローカルな小売業者、サービス業者が含まれる。スティーヴン・スピルバーグの1977年のSF映画『未知との遭遇』でも、ワイオミング州の巨岩デビルスタワーに宇宙船が降り立って、信号を受信したスピリチュアルな人間が、内からの抑えがたい欲望に従って、自然のランドスケープに惹かれていくのを確認できるし、実際イバクヒブの調査でも多くのニューエイジ信奉者がセドナに対してこの映画と類似した体験を感じたことが報告されている。こうしたニューエイジ宗教において、コズミック・セルフ（宇宙的自己）は、アース・スピリチュアリティ（地球の霊性）に触れることで深層自我のルーツを地球に見出し、ライトボディー（光の身体）に覚醒することが目指される。

鎮守の森

日本でも2000年代のスピリチュアルブームの流行のなかでメディアで霊能者が「力がある土地」として紹介した場所「パワースポット」に、開運などの目的で人が押し寄せており、一部で町おこしにも利用されている。また「鎮守の森」巡りなどでは、森林保護のエコロジーと自然崇拝に基づくスピリチュアリティが結びついているともいわれる。パワースポットして境内の一部を紹介された神社では、本殿に礼拝せず「パワースポット」のみ訪れる人も多いなど、既存の宗教や現地との軋轢も起こっている。

#### その他
他に現代西洋文化起源の関連の現象として、アメリカの心理学者ウィリアム・ジェイムズに始まり個体的なものを超える（あるいは通り抜ける）心理学であるトランスパーソナル心理学、幻覚剤を中心にしたサイケデリック・スピリチュアリティ、宇宙人の実在を信じそのメッセージを重視するユーフォロジー（Ufology）、女性たちの経験に根ざし、女性たちに向けられ、女性たちの同志愛でもあるスピリチュアルな探求・創造力の運動フェミニスト・スピリチュアリティ、より環境に焦点を当てたエコ・フェミニスト・スピリチュアリティ、自己啓発に関する心理学の体系である神経言語プログラミング、普通の生活を送りながら宗教的でもあるという現象・暗黙裡の宗教（Implicit Religion、インプリシット）、オーストラリアで盛んな野外ダンスパーティーのレイブ（ドゥーフ、ブッシュ・パーティー）などがある。

## ビジネスとスピリチュアリティ

### 日本のメディアとスピリチュアルブーム

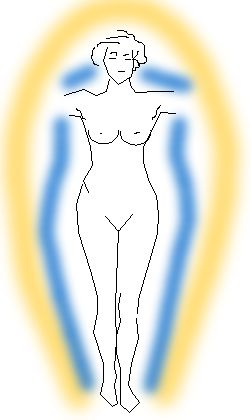
霊的なエネルギーオーラのイメージ図。

アメリカのニューエイジ運動は主に「精神世界」の名で日本に広まったが、その後日本で「スピリチュアル」と呼ばれるものにほぼ受けつがれた。ただし、中村晋介によれば、日本のスピリチュアルブームは欧米のニューエイジ運動に由来するものだが、先祖崇拝や死者の魂の実在を重視する日本のスピリチュアルは、欧米のニューエイジ運動と似て非なるものではないかとしている。
ヒーリングや「癒やし」は1995年頃から徐々に知られるようになり、その後急速にブームとなって、それを引き継ぐようにスピリチュアル・スピリチュアリティという言葉が2000年頃から広まっていった。2004年には占い師の細木数子が出演するテレビ番組「ズバリ言うわよ!」(TBS系)がヒットした。しかし、従来型の先祖祭祀や古典的な夫婦関係の復活、地域の寺社への参拝などを強弁した細木に対して多くの女性視聴者は拒絶反応を示した。翌2005年には自らスピリチュアル・カウンセラーを名乗る江原啓之と美輪明宏らが出演した『オーラの泉』(テレビ朝日系)が放送開始され大ヒットした。細木と違って江原は死者への敬意や追慕の念を抱くことの重要性を説きつつも既成宗教の枠組みにとらわれることには批判的であり、「大きな物語」への接近と忌避を矛盾なく並列させることで、自己が多元化した若者に受容されたという。真言宗智積院研究員鈴木晋怜は、江原啓之の人気について「従来の霊能者は、低い霊現象を扱い、風変わりな行動をとり、何らかの宗教的背景をもち、現世利益を提供するというものが多かった。それに比べて、現在の霊能者は、スピリチュアル・カウンセラーと称して、高次のスピリットのメッセージを伝達し、成熟した人格を養うことを重視し、宗教的外観をとらず、クライエントに「人生の地図」を提供するという非常に洗練されたものとなっている」と指摘している。
江原啓之の人気を典型とする「スピリチュアルなものへのあこがれ」を「スピリチュアルブーム」という。スピリチュアルブームの中核には心霊と交流する特殊能力者が出演するテレビ番組のほか、癒やしとスピリチュアルに特化したイベント型見本市 のスピリチュアルマーケット（スピマ）には2009年に年間11万人が利用している。スピリチュアルブームの要因には、個人化した社会の中で傷ついた自己があり、そのような自己が努力や自己責任という言葉でなく、「悪いのはあなたではない」「そのままでいい」という「許しの言葉」によって肯定されることがあるという。

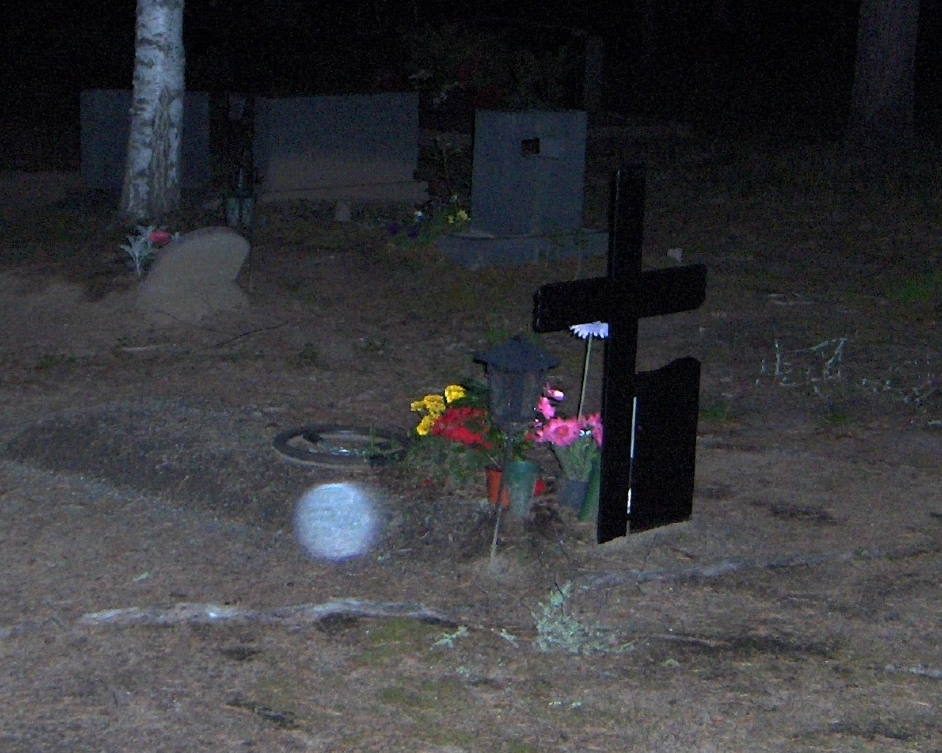
心霊写真とされる写真。

テレビでのスピリチュアル番組が台頭する背景の一つとしては、1970年代に映画「エクソシスト」が大ヒットし、日本のテレビ番組でも超能力や霊能力、心霊写真などのオカルト番組が多数出現したこともある。國學院大學教授石井研士は、テレビ局は霊感商法・霊視商法、カルト教団を批判する一方で、1970年代から霊能力者や超能力者、占い師などを継続的にテレビ番組に登場させてきており、これは視聴者に直接的影響を与えるとしている。
また、三菱UFJリサーチ&コンサルティングの有元裕美子によれば、現代日本の「スピリチュアル」には、ニューエイジのエコロジー、自然志向、平和主義など社会性の高い領域よりも、個人におけるご利益など現世利益的側面が強いという特徴があり、現代日本スピリチュアルは狭義では癒やし、セラピー、補完・代替医療（食事療法を除く）、占星術、東洋思想、古代文明、超自然現象などがあり、広義では哲学、心理学、宗教学、民俗学、人類学、また宗教、日本的霊性（先祖崇拝、巫女、イタコ、ノロ、ユタ、陰陽道など）も含まれる一方、かつての「精神世界」に含まれる潜在能力開発（自己啓発）、ニューサイエンス、疑似科学、オカルト、宇宙人、UFOなどは狭義のスピリチュアルには含まれないとしている。有元は、限られた人の中で愛好されていた「ストイックできまじめな"精神世界"」が、おしゃれで「やさしく明るい"スピリチュアル"」に作り替えられた結果、社会的需要の高まりとあいまって、昨今のブームにつながったのではないかと述べている。忙しい現代では様々な苦難や悲しみから素早く回復することが求められており、「ゆっくりと根本的な回復」ではなく「たとえ表面的にでも通常の生活がおくれる程度まで、『効率的に癒されたい』」という需要が発生する。自ら試行錯誤し答えを得るのではなく、専門家による効率的なプログラムやプロによる高度なサービスにより、短時間で人生の正解を手に入れることが求められるのである。
上田弓子は現代の多様なスピリチュアリティを愛好する日本人の感性には、神道的な感性や、自然崇拝などのアニミズムが大きく関与していると論じている。

### スピ系・自然派信仰と霊感商法
スピ系(スピリチュアル系)とは、占いや心霊現象、前世、陰謀論などにハマっている人々、意味する。ある人がスピ系の世界観に傾倒している様子を「スピる」と表現する。辛酸なめ子によると、スピ系レベル1はパワーストーンや手相、風水。スピ系レベル2は死者との交流・異次元のパワーで体を浄化するスピリチュアル健康法など。彼女はレベル4まで区分している。
スピリチュアル界隈を狙った霊感商法として、250万円でベッドの下に置いて寝るだけで「歯が再生する」「若返る」「病気が治る」「よく眠れる」と主張されて売られた「テスラ缶」などが知られている。ほかにもスピ系ビジネスとして「洗濯機に入れるとマグネシウムの働きで洗濯できる」と主張される「洗たくマグちゃん」なる製品を作っていた会社に対し、消費者庁は「広告の内容には根拠がなく、景品表示法違反（優良誤認）に当たる」と課徴金3606万円の納付を命じた。
親が自然派＆スピ信仰だと予防接種も受けさせず、アトピーも独自な処置で悪化させられたり、スピ系による非医学的な行為が問題がある。   子宮に関する悩みを持つ者はスピ系＆自然派信仰人が寄ってきやすく、温床となっている。

### スピリチュアルビジネスと被害

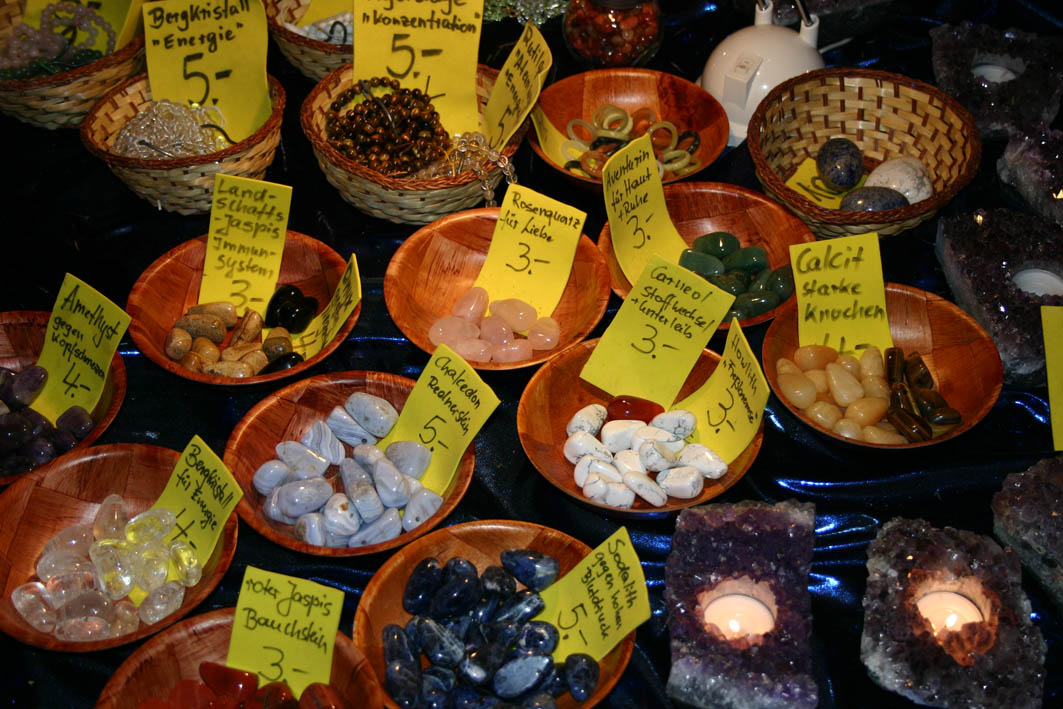
パワーストーン

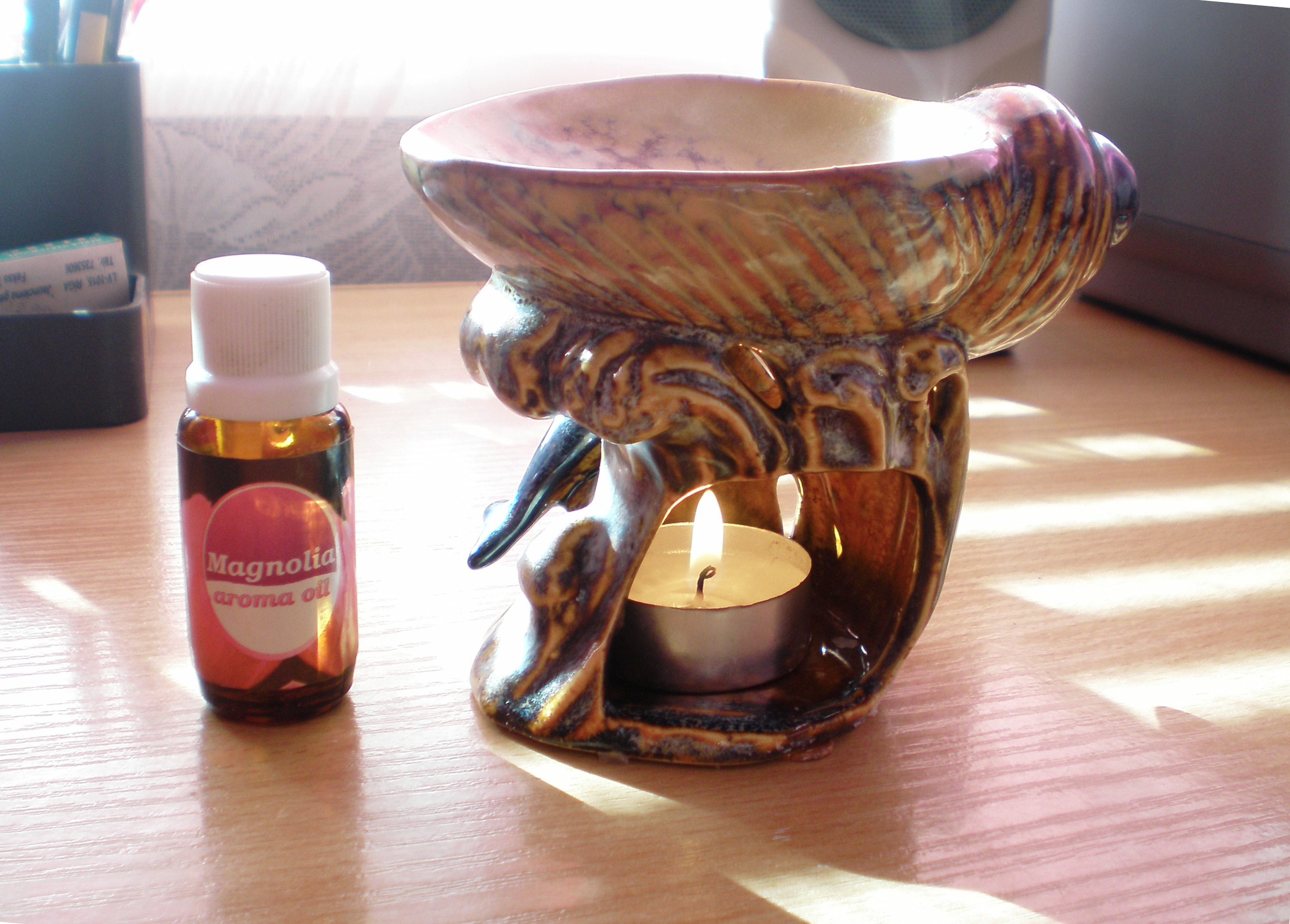
アロマテラピー

スピリチュアルを商材とするビジネスは、「スピリチュアル・ビジネス」と呼ばれ、日本でも市場規模は正確に不明であるが、1兆円ほどといわれ（2011年時点）、拡大傾向にある。有元によれば、スピリチュアル・ビジネスは健康産業、娯楽産業、コーチングまたはコンサルティングなどの多角的な側面を持つ産業分野であり、目に見えない力を扱うため、常識を超えた解決方法が見つかるかもしれないという期待感を抱かせるという点に最大の魅力と強みがあると指摘した上で、商品に期待される主な価値として、次の3点をあげている。
1. 努力することなく、それまでの人生をガラッとリセットして全く違う本来のすばらしい自分になれるという変身願望。
2. 透視能力を備えた専門家の肯定的な言葉や静寂、香り等によってもたらされる深い安心感とリラックス、神秘体験。
3. 超越的な非日常の中で遭遇する特別な自分や特別な人生が与えてくれる、人生や自分の存在の意味付け、優越感。

スピリチュアル・ビジネスは、自身の霊的成長や心身の鍛錬など自己啓発的な用途は少なく、ヒーリングや瞑想、古武術などの教室、オーラソーマなどヘビーユーザーが比較的多いもので若干みられる程度である。マーケットの主な関心は、開運や心身の不調の改善など現世利益と実益に関わる用途である。（有元は健康オタクとスピリチュアル・コンシューマーの特性は重複するところが多いと述べている。）スピリチュアルやスピリチュアル・ビジネスでは、パワーストーン、オーラソーマ、フラワーレメディ、ホメオパシー、アロマ商品といったヒーリンググッズ、サイトから配信されるエネルギーを与えるという映像や音楽、瞑想の誘導支援を行うWebヒーリング・オーディオヒーリングなどの関連商品の占める位置が大きい。ニューエイジは物質主義を敬遠して精神性を重視する文化として日本に導入されたが、それを受けついだ日本のスピリチュアルでは、物質的な豊かさの実現や人間関係改善の手段としてスピリチュアリティを用いるという現象が起きていると有元は論じている。
これによる被害も発生しており、2017年には占い師が信奉者の女性を風俗店で働かせたとして、9800万円の賠償金を払うよう命じられた。

## 医療・心理学とスピリチュアリティ

### イスラム圏やアフリカ諸国を中心としたWHO健康定義の改正提案
真鍋顕久、古屋健,、三谷嘉明らは、、「スピリチュアリティという用語の主流文化における広がり」は、1998年に世界保健機関（WHO）が新しく提案した健康定義にspiritualが含まれていたことに始まると主張している。以下が提案された健康定義である。
Health is a dynamic state of complete physical, mental, spiritual and social well being and not merely the absence of disease or infirmity.
「健康とは、完全な身体的、心理的、スピリチュアル及び社会的福祉の動的な状態（静的に固定されていない状態）であり、単に疾病又は病弱の存在しないことではない。」
提案された定義では、dynamicとspiritualという部分が新たに追加されている（この提案は現在まで保留されている）。spiritual（スピリチュアル、霊的、宗教的)の追加は、人間の尊厳の確保や生活の質（QOL）を考えるために、必要かつ本質的なものだという観点から提案されたと言われており、スピリチュアリティを、人間として生きることに関連した経験的一側面であり、身体感覚な現象を超越して得た体験を表す言葉として捉えられた。定義改正に積極的だったのは宗教活動が生活に根付いているイスラム圏やアフリカ諸国の代表だった。定義改正への反対意見としては、スピリチュアリティと宗教との混同や、代替医療(民間療法)の横行の恐れなどが指摘された。
最終的には健康定義の改正は可決されなかったがWHOでの定義改正提案を契機にして、スピリチュアリティは、宗教学にとどまらない学際的な概念としてアカデミズムの世界でも注目されるようになったとの意見がある。

#### 心理学者らの意見や主張

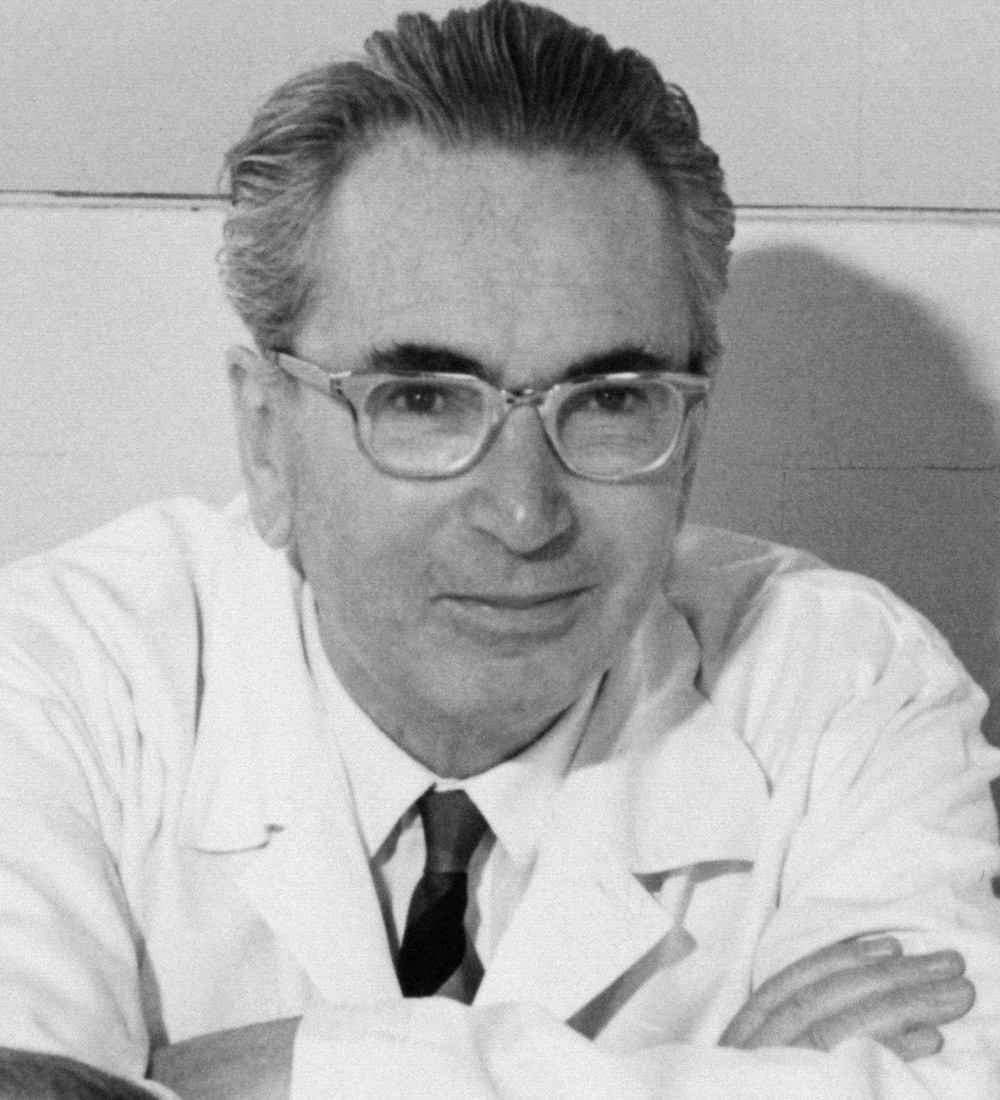
心理学者ヴィクトール・フランクル

心理学者ヴィクトール・フランクルは、人間の本質を物質的次元を超えた精神とし、人間はつねに生きがい、人生の意義を求めているとした。
世界保健機関では健康定義の改正に備え、スピリチュアリティの領域を測定するための尺度SRPB（Spiritual, Religion, and Personal Beliefs スピリチュアル、信仰、個人的信念）を作成した。この尺度は世界保健機関が開発したクオリティ・オブ・ライフ(QOL)の尺度であるWHOQOL-100に準拠して構成され、SRPB領域として8つの側面を新たに設定した。
1. 絶対的存在との連帯感（Connectedness to a spiritual being or force）
2. 人生の意味（Meaning of life）
3. 畏怖の念（Awe）
4. 統合性と一体感（Wholeness & integration）
5. 内的な強さ（Spiritual strength）
6. 心の平穏／安寧／和（Inner peace/ serenity/harmony）
7. 希望と楽観主義（Hope & optimism）
8. 信仰（Faith）

ただし、スピリチュアリティとクオリティ・オブ・ライフの関係はきわめて複雑であり、両者の関係についてのコンセンサスは未だなく、Sawatzkyらはスピリチュアリティを個人のQOLに対する予測因子ではなく、概念的に区別された独立した現象としてとらえるべきであるとしている。
名古屋女子大学の真鍋らは、8つの側面から心理的領域の側面を除くと、残された側面には魂（soul）、内的な（霊的な）強さ、信仰という一定のキーワードが含まれており、これらが経験される生活領域は宗教である指摘している。ここで述べられる宗教生活は、伝統的な宗教における祈りや儀式への参加だけでなく、絶対的存在を自覚し、それとの結びつきや交流により人生の意味を確認できるような経験を目的とした諸活動がなされる生活領域をすべて含んでいる。文化現象として現れた様々な運動の中でも、オカルト、霊感、神秘体験、瞑想、チャネリングといった、絶対的存在との接触や交流を目的とする活動もここに含まれる。

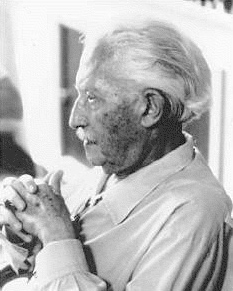
エリク・H・エリクソン

心理学的ハピネス研究のDiener&Biswas-Diener（2008）は、多くの宗教はQOLに対してポジティブな影響を与えると主張し、要因として次を挙げた。
1. 心理的な平穏をもたらす信仰：死後の世界や来世への信仰により、死を恐れなくなる。
2. 宗教組織や教団に属することで得られるソーシャルサポート：宗教的集まりや人間関係の中で援助や支援が得られる。
3. 永遠、偉大なものとの結びつきによって人生の意味や生きる目的が与えられる。
4. 宗教的に育てられたことの影響
5. 宗教的儀式が日常生活にはない幸福感をもたらす。
6. 超越的な存在と個人とを結びつけるスピリチュアルな感情（たとえば愛、感謝、畏怖）はポジティブな情動と密接に結びついており幸福感を高める。

また、体力や社会的役割を喪失していく高齢期において多くの高齢者が喪失の現実に対してストレス・コーピングをとり悪影響を低減させ、その結果として価値観の変容などによりスピリチュアリティが高齢者において重視されるようになるという研究も報告されている。
発達心理学のエリクソンの老年期発達段階論の示唆を受けたブラウンとルイスの研究 によれば、80歳以上の高齢者には、死の恐怖の克服、スピリットの高まり、人生の意味の把握などの項目では高齢なほど得点が高かった。

## 定義
様々なスピリチュアリティの意味や定義は、場合によっては互いに矛盾している。文化的運動を指す場合には「霊性」という訳語が当てられることが多いが、生活の質（QOL）や健康について語る際にこの訳語を採用すると、特定の側面（特に宗教的意味）が強調されすぎてしまい、誤解を招きかねない。

### 心理学的定義
宗教学者の島薗進は「「宗教」は各人の事柄であるとともに外部にあるシステムを指すのに対して、スピリチュアリティは主に個人の内部において、あるいは個人を通して見出されるもの」で、スピリチュアリティはこの意味で心理学と関連が深いと述べている。

#### 西平直による4つの位相
哲学者・教育学者の西平直は、スピリチュアリティには宗教的生活、価値観、実存性、大いなる受動性の4つの位相を区別することができるとしている。
1. 第一の位相：宗教性、宗教的生活の位相[10]。WHOの健康定義に代表される、身体的、心理的、社会的領域と同一地平にあって、それらとは区別される第4の領域としてのスピリチュアリティである。Carroll, M. M. が、「合体的アプローチ」（integrated approach）として言及したモデルでもある[10]。
2. 第二の位相：価値観の位相[10]。全人格性としてのスピリチュアリティであり、身体的、心理的、社会的の領域に分けられてしまった人格に統一性を与えるものとして位置づけられる。これはCarroll, M. M.の統一的アプローチ（unifying approach）、エルキンスらの現象学派心理学に当たるものである[10]。
3. 第三の位相：実存性の位相[10]。人間の根源にある「生きる意味」の自覚に関わるスピリチュアリティ[10]。
4. 第四の位相：大いなる受動性の位相[10]。「聖なるもの」や「大いなるもの」との出会いやつながり（あるいは一体感）によって、自分が「生かされている」ことを実感するものである[10]。

第三と第四の位相は、経験の内奥に潜在する実存性や個人を超越した存在を仮定するもので、トランスパーソナル心理学などでしばしば採用される。この二つの位相には、何かしら実証ないし反証不可能な命題が含まれている。

#### 現象学派心理学による定義
現象学派心理学（phenomenological psychology）で臨床心理学 のエルキンス（David N. Elkins)らは1988年の論文で定義を行うにあたって、次の仮定を示している。
- 仮定1. 人間の経験の中にはスピリチュアリティとしか呼びようのない次元がある。
- 仮定2. スピリチュアリティは人間的現象であり、潜在的には誰にでも起こりうる。
- 仮定3. スピリチュアリティは宗教と同じではない。
- 仮定4. スピリチュアリティを定義し、それを評価する方法を開発できる。

この仮定では、スピリチュアリティは人間の経験であり、人間現象であるとされている。この仮定に基づき、文献調査と宗教関係者へのインタビューを行い、スピリチュアリティとは「超越的次元の存在の自覚によって生じる存在・経験様式のひとつであり、それは自己、他者、自然、生命、至高の存在と考える何かに関する一定の判別可能な価値観によって特徴づけられる」と論じ、「魂を養い、霊的側面を発達させるプロセスおよびその結果」と定義した。
さらに彼らは、スピリチュアリティを9つの要素から成る多元的構成体として再定義し、それぞれの要素を測定するための尺度を開発している。
1. 超越的次元の存在: 超越的次元、すなわち何かしら「見えない世界」の存在を信じ、それと繋がることで力を得ていると感じる。
2. 人生の意味と目的: 人生には意味があり、存在には目的があると確信している。
3. 人生における使命: 生への責任、天命、果たすべき使命があると感じる。
4. 生命の神聖さ: 生命は神聖であると感じ、畏怖の念を抱く。
5. 物質的価値: 金銭や財産を最大の満足とは考えない。
6. 愛他主義: 誰もが同じ人間であると思い、他人に対する愛他的感情を持つ。
7. 理想主義: 高い理想を持ち、その実現のために努力する。
8. 悲劇の自覚: 人間存在の悲劇的現実（苦痛、災害、病気、死など）を自覚している。そのことが逆に生きる喜び、感謝、価値を高める。
9. スピリチュアリティの効果: スピリチュアリティは生活の中に結実するもので、自己、他者、自然、生命、何かしら至高なる存在等とその個人との関係に影響を与える。

Elkinsらの定義は、スピリチュアリティは宗教的活動として顕在化するのではなく、幅広い領域での生活経験に潜在的な影響を与えるもの、すなわち価値観（value）として捉えている。

### 宗教学的定義
宗教学事典の「スピリチュアリティ」項目(弓山達也)では、WHO健康定義の1998年以来の議論でスピリチュアリティと宗教とは分離された次元で議論されたが、一方でまた霊的なもの・超自然的な働きを重視する宗教学者らによる定義として、スピリチュアリティを、「超自然的な力や存在」のこと（小池靖）、「当事者が何らかの手の届かない不可知、不可視の存在」または「神秘的なつながり」（伊藤雅之）、「何らかの超越的存在」（葛西賢太）という定義がある。
同事典で岩井洋は黒住教、金光教、天理教などの新宗教が組織的であるのに対して「超越的、神秘的な体験を重視する個人的な宗教性」として「霊性(スピリチュアリティ)」を定義した。
同事典で鶴岡賀雄は、スピリチュアリティとは「従来の神秘主義が有していたエリート主義、達人主義的含意を去って、一種の民主化ないし大衆化された神秘主義」として定義した。

### その他の定義
以下、いくつかのスピリチュアリティの定義を列挙する(順不同）。
- 大阪市立大学医学部看護学科教授の長山正義は、森宏一編『哲学事典』(青木書店)での定義に基づき[注釈 10]、「人間に特有な心理的あるいは精神的活動の総体または任意の部分を指す用語」と定義している[2]。
- 神学 スピリチュアルケア研究・実践 窪寺俊之

人生の危機に直面して「人間らしく」「自分らしく」生きるための「存在の枠組み」「自己同一性」が失われたときに、それらのものを自分の外の超越的なものに求めたり、あるいは自分の内面の究極的なものに求める機能。
- トランスパーソナル心理学 中村雅彦

市井の人々の日常生活における体験、信念、態度および価値観の反映された多様な心理的変数であり、それは人々にとって必ずしも自覚され意識されているとは限らない「潜在因子」である。
- 死生学研究 藤井美和

どんな状態でも自分をよしとでき、生きることに根拠を与えるもので、人間存在の根源を支える領域である。これには宗教性が含まれている。
- 社会福祉研究 木原活信

人間の核となるものであり、精神と身体とを結合させるものである。精神とは区別して用いられ、精神、物質、あるいは肉体を包括するもの。
- スピリチュアルケア研究 三澤久恵

個人の生きる根元的エネルギーとなるものであり、存在の意味に関わるものであり、ゆえにその有り様は、個人の全人的状態、すなわち、個人の身体的、心理的、社会的領域の基盤として各側面の表現形に影響をおよぼす。
- 精神科医・評論家 香山リカ

死後の生や霊魂など、この世を超越した目に見えない世界やそこでの現象を信じること、またその世界からのメッセージを受け取ること。